# Зоряні кораблі
«Зоряні кораблі» — науково-фантастична повість Івана Антоновича Єфремова.

## Сюжет
Палеонтолог Олексій Петрович Шатров дізнається, що його китайський колега знайшов череп динозавра з отвором, що нагадує кульове поранення. Динозавр жив 70 мільйонів років тому, людини тоді не було, можна зробити одне припущення: у той далекий час Землю відвідали прибульці з іншої планети. Однак незрозуміло як вони подолали відстань між планетними системами. Шатров дізнається і про інше відкриття: його колишній учень, молодий радянський астроном, що загинув на війні, розрахував траєкторію руху Сонячної системи, і виявилося, що 70 мільйонів років тому Сонячна система наблизилася до центру Галактики (і до інших зоряних систем) настільки, що переліт був цілком реальний. Значить, в цей час і прилетіли прибульці, чому свідчення — череп динозавра.
Шатров приходить до свого друга, палеонтолога і геолога Іллі Андрійовича Давидова. Давидов у цей час думає над іншою загадкою: він проводив розкопки в Середній Азії, де виявив величезні кладовища динозаврів — безліч тварин загинули одночасно з незрозумілої причини. Швидше за все, в результаті землетрусу з-під землі могли вийти радіоактивні гази, які і вбили динозаврів. Учені припускають, що прибульці прилетіли на Землю для розвідки джерел ядерного палива. На них напали динозаври, і прибульцям довелося захищатися. Давидов, розкопуючи це кладовище, серед кісток динозаврів також знаходить загадковий артефакт, який спочатку вважав панциром древньої черепахи.
Шатров і Давидов розмірковують, що розумні істоти в усьому всесвіті повинні бути подібними. Оптимальна форма для них — людиноподібна. Видобувши «панцир», дослідники бачать, що це насправді череп, подібний на людський, але з подвійною щелепою. Останки свідчать, що це була форма життя, де кремній замінював вуглець. Також поряд виявляються металічні вироби. Давидов відтворює події минулого — прибулець вбив динозавра, але був привалений ним. Його зброя вийшла з ладу, заразивши місцевість радіацією, що вбило істот навколо. Потім хижаки розтягли останки і від прибульця лишився лише череп, похований під тілом динозавра.
Шатров розчищає одну зі знахідок і відкриває, що це прозорий матеріал, в якому закарбовано об'ємне зображення обличчя іншопланетянина. Його голова без вух, носа і волосся нагадує людську і дослідники сприймають її привабливою. Шатров і Давидов приходять до думки, що два види могли б зрозуміти одне одного, хоча до досягнення людьми їх рівня, напевне, знадобляться тисячі років.

## Історія створення та публікації
Вихідною точкою для сюжету про череп динозавра з кульовим отвором, за припущенням Петра Чудінова, був череп вимерлого бізона з отвором, що нагадував кульовий, який зберігався в Палеонтологічному музеї в Москві. Уже після публікації повісті, наприкінці 1950-х років мамолог Н. К. Верещагін з'ясував, що причина отвору проста: це були сліди хворобливих свищів, викликаних паразитичними черв'яками або личинками оводів.
В Давидові можна впізнати самого Єфремова (польовий учений, в молодості служив у флоті і т. д.). Прототипом Шатрова став друг Єфремова — Олексій Петрович Бистров, лікар, біолог, художник.
Повість була написана 1946 року. Перша публікація відбулася 1947 року в журналі «Знание — сила», а окремою книгою повість вийшла 1948 року.

## Проблематика
За твердженням Єфремова, повість стала для нього як для письменника новим етапом. До цього він писав пригодницькі оповідання, а тут порушувалися питання творчої праці вченого, і довелося більш серйозно міркувати над психологією героїв.
Головна ідея Єфремова — ідея множинності вогнищ розуму Всесвіту і подібності тих шляхів, за якими йде еволюція на різних планетах. Він стверджує, що розумна істота неминуче буде гуманоїдом. Ці ідеї він обговорював з Олексієм Бистровим в листах і, багато в чому, вигляд прибульця був придуманий Бистровим, який займався реконструкцією зовнішності викопних тварин за кістковими останками.
У повісті з'єдналися дві теми, які цікавили Єфремова: палеонтологія і Космос.
Академік Ю. М. Денисюк писав, що саме ця повість спонукала його в 1957 році розпочати роботи з фіксації об'ємних зображень за допомогою спеціальних фотоматеріалів, що врешті призвело до винаходу тривимірної голографії.